# Strange
Strange — третій відеоальбом Depeche Mode, режисером був Антон Корбейн, відеоальбом був випущений у 1988.